# Rigassificatore

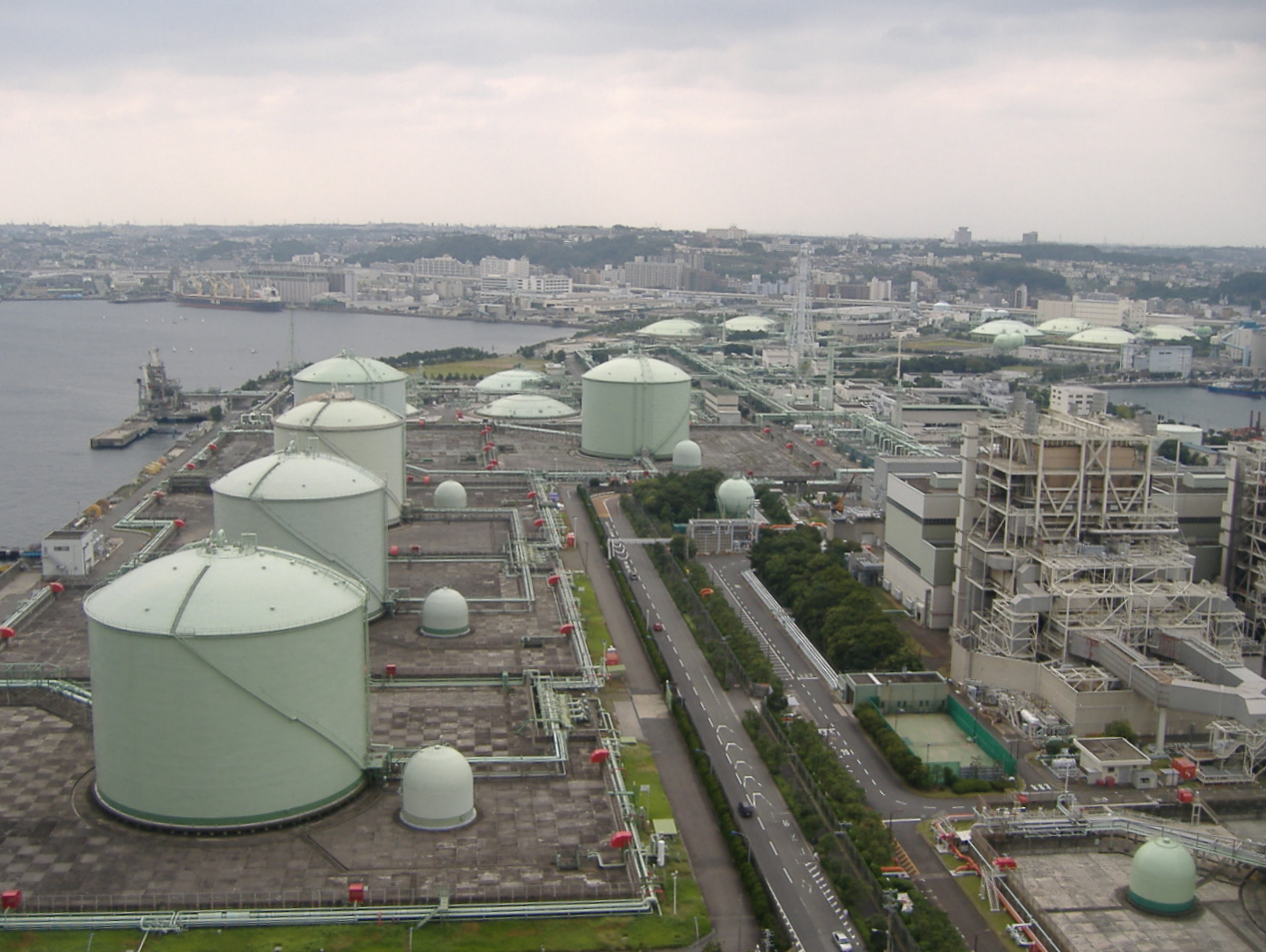
Rigassificatore a Yokohama, Giappone.

Un rigassificatore è un impianto che permette di riportare un fluido, che normalmente in natura si presenta sotto forma di gas, dallo stato fisico liquido nuovamente a quello aeriforme. L'impianto non è da confondersi invece con il gassificatore, che ha tutt'altre funzioni. I più noti impianti di questo tipo sono i rigassificatori GNL, utilizzati nel ciclo di trasporto del gas naturale.
Normalmente la liquefazione di un gas viene condotta per agevolarne il trasporto in serbatoi, riducendone il volume. Tale sistema viene in particolare adottato in occasione del trasporto marittimo di gas industriali come metano, GNL, etilene, GPL, ammoniaca e altri derivati del petrolio. Il trasporto avviene in condizioni criogeniche o di debole pressurizzazione.
La rigassificazione viene realizzata negli impianti di destinazione attraverso l'innalzamento della temperatura e l'espansione del gas in impianti la cui complessità dipende dalle condizioni di temperatura raggiunte per ottenere la fase liquida.

## In Italia
In Italia sono presenti alcune FSRU (floating storage regasification unit, “unità galleggianti di stoccaggio e rigassificazione”), i rigassificatori di Panigaglia, Brindisi, Rovigo e Piombino. Quest'ultimo nell'agosto 2022 è stato esentato dalla valutazione di impatto ambientale in vista di un progetto di ampliamento per il triennio successivo.